# Léon Kamir Kaufmann
Léon Kamir Kaufmann, né le 8 juin 1872 à Pawłowo et mort le 27 mai 1933 à Louveciennes, est un peintre polonais.

## Biographie
Kaufmann expose en juin 1922 à la galerie Barbazanges (Paris).
Il est enterré au cimetière des Arches de Louveciennes, dans une sépulture réalisée par le sculpteur Henri Bouchard.

## Œuvres
- Papillon de nuit, vers 1898-1899, Musée de Mazovie, Płock
- La Lecture, 1921[2]